# Район (градско подразделение)
Градският район е съставна териториално-административна единица на голяма градска община. Той може да включва както напълно градски части, така и отдалечени квартали и отделни селища в прилежащите урбанизирани околности.

## България

### Законодателство
Законът за административно-териториалното устройство на Република България от 1995 г. предвижда задължително райониране в столицата София и в другите градове с население над 300 000 души (изрично посочени са Пловдив и Варна), регламентирано с отделен закон. Райони може да бъдат създадени от общинския съвет в община на град с население над 100 000 души, като всеки от тях трябва да е с население над 25 000 души.
Районът се управлява от пряко избран районен кмет, който е подчинен на общинския кмет. В районите също така има може да има кметства – в 1 или повече съседни населени места с общо население над 150 души (ЗАТУРБ, чл. 16). Жителите на всяко кметство също си имат пряко избран кмет на кметството, който е подчинен на районния кмет.

### Списък на районите в България
В България има 3 града, разделени на райони, като общият брой на районите е 35.
| София (24 района) |                |                |                  | Пловдив (6 района) | Варна (5 района)       |
| 1. Банкя          | 2. Витоша      | 3. Връбница    | 4. Възраждане    | 1. Централен       | 1. Аспарухово          |
| 5. Изгрев         | 6. Илинден     | 7. Искър       | 8. Красна поляна | 2. Източен         | 2. Владислав Варненчик |
| 9. Красно село    | 10. Кремиковци | 11. Лозенец    | 12. Люлин        | 3. Западен         | 3. Младост             |
| 13. Младост       | 14. Надежда    | 15. Нови Искър | 16. Оборище      | 4. Северен         | 4. Одесос              |
| 17. Овча купел    | 18. Панчарево  | 19. Подуяне    | 20. Сердика      | 5. Южен            | 5. Приморски           |
| 21. Слатина       | 22. Средец     | 23. Студентски | 24. Триадица     | 6. Тракия          |                        |

## Извън България
Правомощията на българските градски райони невинаги съответствуват на тези на градските райони в други страни. Следва представителен преглед на административното устройство на някои градове в света, които показват интересен контраст както един спрямо друг., така и спрямо българската схема.

### Ню Йорк, САЩ
Градът е разделен на пет градски административни единици, наречени boroughs (градски райони/общини). Всяка една borough е еднакво-простираща се с по едно county (окръг) на щат Ню Йорк (сиреч – общината е съставена не от един, ами от пет окръга). От 1898 г., градското управление на Ню Йорк разполага с повече правомощия, отколкото петте района/окръга.
Тъй като заселената част и особено икономическото и социално влияние на града е значително по-голяма от петте района, изразът шестата община (the Sixth Borough)
се използва неформално, в различни контексти, за някои от съседните окръзи намиращи се на Лонг Айлънд, в Ню Джързи, и други.
Това влияние на Ню Йорк, заедно с локалните влияния на останалите големи метрополии на Източното крайбрежие до някаква степен превръщат тези метрополии в социо-икономически райони на местен мегалополис (неофициално известен като „Босваш“).

### Вашингтон, САЩ
Американската столица, официално наричана Окръг Колумбия, е уникална в държавата в това, че има федерален статут, тоест вместо градска управа е пряко контролирана от конгреса в много отношения. С годините, Окръгът си е извоювал все повече права от конгреса, като до 1973 г, той си няма нито кмет, нито градски съвет.
Окръгът е разделен на 8 района, наричани wards. До 1846 г. е разделен на 2 counties (пак „окръга“) и тогава е имал напълно квадратна форма. През 1846 г. южният е присъединен към щата Вирджиния (вж. История на Вашингтон) и окръгът остава с днешните си граници.
Тъй като днес Вашингтон всъщност вече е по-голям от Окръг Колумбия, много от неговите „квартали“ всъщност са „погълнати“ градчета, намиращи се в съседните 2 щата – Мериленд на север и Вирджиния на юг, които административно нямат нищо общо с Вашингтон.

### Лондон, Великобритания
Британската столица има 32 района – boroughs, заедно с централно разположеното Лондонско сити (което не е borough, но се смята за отделна единица). Тези 33 административни единици са по-скоро общини отколкото „райони“: те имат собствен бюджет и общински съвет, които им дават значително по-големи правомощия в почти всички сфери, особено в образованието и здравеопазването, отколкото има управата на Голям Лондон (Greater London Authority). Всъщност между 1986 и 2000 г. Голям Лондон изобщо няма общо градско управление.
С течение на годините Лондон е поглъщал много околни градчета и селца, които все още (неофициално) се водят towns (градове). Във всяка една община има по около 3 – 4 подобни, изцяло сляти, градове. Същевременно, пощенските кодове невинаги са „наваксали“ с този растеж и някои от по-отдалечените общини се водят всъщност към съседните графства (counties). Особено интересен е случаят на градчето Кингстън, което е административен център на графството Съриѝ, а същевременно се намира изцяло в пределите на Голям Лондон.

### Париж, Франция
Френската столица официално се състои от един département (≈окръг), който е разделен на 20 номерирани arondissements (≈района), чиито номера растат спираловидно от центъра – оттам следва до някаква степен и представата за социален статут на жителите (V и VI, например, са свързани с бохемската Rive Gauche – южния (левия) бряг на р. Сена).
Париж е значително по-голям от този окръг и за „Голям Париж“ се счита т.нар. petite couronne – „малка корона“, която съдържа парижкия département (известен с административния си номер 75), както и трите заобикалящи го départements. Те си имат имена, но са по-известни в много сфери със своите номера, а именно: 92 – запад; 93 – североизток; 94 – югоизток. Тези 4 департамента до някаква степен могат да се считат за по-висшето ниво на градското устройство на Париж, макар и от административна гледна точка те да нямат нищо общо помежду си (освен транспорт например).
4-те департамента съдържат доста значим от социална гледна точка контраст помежду си. В 3-те външни департамента се намират les banlieues – букв. „кварталите“, но с конотацията „ж.к.-та“ – на Париж. Социално-икономическият контраст между тези 3 и Централния Париж се вижда например в хумористичното (но понякога и сериозно) отношение на местните жители, когато кола с регистрационен номер, завършващ на 75, направи някое нарушение в Сен-Сан-Дени (№ 93).

### Берлин, Германия
Германската столица е федерална политическа единица (Land) в германската държава. От 1949 до 1991 г. тя не само е разделена между две държави, ами е и символичен фокус на сблъсъка между двете противоположни политически системи на втората половина на 20 век – разделение, което се е отразило значително върху схемата на градското устройство в административен и икономически смисъл, а също така и върху манталитета на гражданите в годините след 1991 г.

### Рурска област, Германия
В Северен Рейн-Вестфалия се намира може би най-индустриализираната зона в Европа – агломерацията по поречието на реките Рейн и Рур, състояща се от 10-на слети града, всеки с население между 0,5 и 1 милион жители.

### ВатиканиМонако
Тези най-малки държави в света са уникални с това, че представляват по-скоро квартали, отколкото независими политически единици. Те са в рамките съответно на град Рим и крайбрежната ивица на Лазурния бряг, част от която има междуобщинско устройство с ограничени права, тъй като градовете и селата там са до голяма степен слети.